# Katarina av Österrike, hertiginna av Kalabrien
Katarina av Österrike, född 1295, död 1323, var kronprinsessa av Neapel 1316-1323, gift med Karl av Kalabrien.
Hon var förlovad två gånger innan hon ingick ett politiskt äktenskap. Hon avled barnlös. 